# St. Michael (Unterdrackenstein)

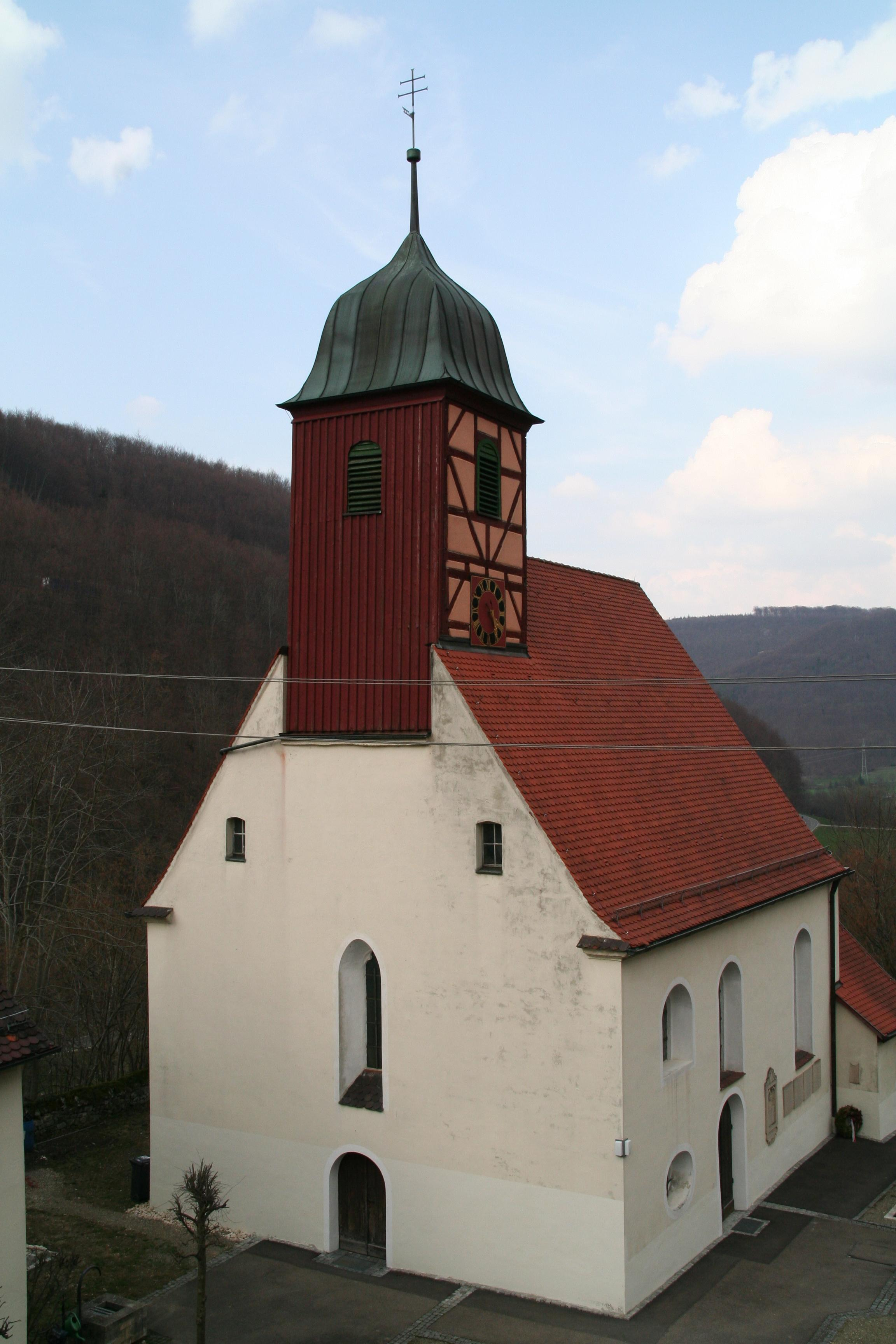
St. Michael in Unterdrackenstein

Die römisch-katholische Pfarrkirche St. Michael ist ein geschütztes Kulturdenkmal nach dem Denkmalschutzgesetz. Sie steht in Unterdrackenstein, einem Weiler der Gemeinde Drackenstein im Landkreis Göppingen in Baden-Württemberg. Die Kirchengemeinde gehört zum Dekanat Göppingen-Geislingen der Diözese Rottenburg-Stuttgart.

## Beschreibung
Die im 15. Jahrhundert gebaute und 1753 erweiterte Saalkirche besteht aus einem Langhaus und einem eingezogenen, halbrund geschlossenen Chor im Osten. Aus dem Satteldach des Langhauses erhebt sich im Westen ein Dachturm aus Holzfachwerk, der die Turmuhr und den Glockenstuhl beherbergt, und der mit einer Glockenhaube bedeckt ist. Der Innenraum des Langhauses ist mit einem Spiegelgewölbe überspannt, der des Chors mit einem Tonnengewölbe. Die historische Kirchenausstattung ist fast vollständig erhalten. An der Brüstung der Empore ist ein Werkzyklus von Jesus Christus und den zwölf Aposteln dargestellt. Zum Kirchenschatz gehört eine Monstranz von 1621.